# R.saver
R.saver — бесплатная утилита для программного восстановления данных с различных носителей информации (жёсткий диск, компакт-диск, флеш-карта, дискета и т. д.), а также для копирования файлов с не поддерживаемых в ОС Windows файловых систем.
Создана на основе профессиональных версий продуктов UFS Explorer и бесплатна для некоммерческого использования на территории Украины, Российской Федерации, Республики Беларусь, Грузии, Республики Молдова, Азербайджана, Армении, Казахстана, Литвы, Латвии и Эстонии. Имеет интуитивно понятный интерфейс, проста в применении.

## Возможности
- Для различных версий файловых систем NTFS, FAT и exFAT:
  - Восстановление удалённых файлов и папок.
  - Виртуальная реконструкция повреждённых файловых систем.
  - Восстановление данных после форматирования.
  - Восстановление файлов по сигнатурам с использованием алгоритма IntelliRAW.

- Поиск потерянных разделов диска (в случае, если ОС не опознает их).

- Доступ в режиме чтения к файловым системам: XFS, HFS, HFS+, APFS, JFS, Ext2-Ext4, ReiserFS, UFS/UFS2, Adaptec UFS, Btrfs, ZFS, NWFS, NSS.

- Проверка файловых систем на наличие ошибок.

## Системные требования
- Операционная система: Microsoft Windows XP Service Pack 3/ Vista/Windows 7/ Windows 8/ Windows 10 32-х и 64-х разрядные.

- Современный Intel-совместимый 32-х или 64-разрядный процессор.

- Не менее 2 GB оперативной памяти.

- Наличие интернет-браузера.

Установка программы не требуется, достаточно распаковать в любую папку на компьютере или запускать с флеш-накопителя.
Запуск программы должен производиться с раздела, отличного от того, с которого будет вестись восстановление.

## IntelliRAW
IntelliRAW — улучшенный алгоритм посекторного сканирования для поиска файлов по известным сигнатурам. В отличие от обычных алгоритмов поиска файлов по сигнатурам, IntelliRAW дополнительно использует информацию из остатков служебных структур файловой системы для построения предположений о началах файлов и их длине. Благодаря этому, R.saver показывает лучшие результаты, чем программы, использующие алгоритмы, основанные на простом посекторном сканировании.
Если требуется найти файл редкого типа, сигнатуры которого отсутствует в базе, можно добавить её туда самостоятельно, используя программу ufsx-ruled из пакета UFS Explorer.
Результат работы IntelliRAW, как и других алгоритмов такого рода, выглядит как папки с именами, соответствующие расширениям файлов, в которых лежат пронумерованные файлы соответствующих типов.

## История версий
Изменения в версии 6.9.5:
- Полностью изменён интерфейс программы, теперь он выполнен в виде визуального помощника.
- Добавлена поддержка сборки RAID-массивов при условии подключения всех устройств, составляющих массив, и корректности метаданных.
- Переработаны алгоритмы сканирования и реконструкции. Улучшилась результативность, повысилась эффективность восстановления данных при тяжёлых повреждениях.

Изменения в версии 2.0:
- Улучшены алгоритмы реконструкции. Увеличилась скорость сканирования, результаты стали ещё полнее[3].
- Появилась поддержка восстановления данных с файловой системы exFAT.
- Алгоритм IntelliRAW теперь может использоваться для файловых систем семейства NTFS.
- Появилась функция «Массовое выделение» для более удобного сохранения восстановленных данных.
- Переработан интерфейс.
- Добавлена возможность восстановления удалённых данных с файловой системы NTFS без выполнения полного сканирования.
- Реализована функция восстановления данных после смены типа файловой системы.